# 사회 보장
사회 보장(社會保障, 영어: social security)이란 이미 19세기의 단계에 있어서 성립을 본 사회 보장 형태에서 찾아볼 수 있는 바와 같이, 노동자 계급의 임금에 대한 실질적인 보조·확충에 그치지 않고 나아가 전국민의 개인 소득을 재분배에 의해서 일정 한도 이상으로 보장하고 최저 한도의 생활을 확보케 하기 위한 제도상의 모든 체계를 말하는 것이다. 그리고 다시 이것을 사회적 권리로서 확인하고, 노동자 계급 및 국민 전체에, 그 사람이 일을 하고 있을 경우나 또는 일을 하지 않고 있을 경우를 막론하고 차별을 두지 않은 채 필요에 따라서 각자의 생활을 보장하고 또한 예방 조치를 강구하기 위한 제도라고 할 수 있다.
이 용어는 유럽에서 실시하고 있던 사회보험의 ‘사회(Social)’와 미국의 대공황 시기에 등장한 긴급경제보장위원회(Emergency Economic Security Committee)의 ‘보장(security)’이란 용어가 합쳐져서 탄생한 것으로 알려져 있다.

1935년, 미국이 「사회보장법(Social Security Act)」을 제정하면서 법률용어로 처음 사용되었고, 이후 전세계적으로 통용되었다. 따라서 오늘날의 사회 보장은 오래전부터 있어 왔던 사회 보장과 구빈 제도(救貧制度)를 기초로 하여 제2차 세계 대전 전후를 계기로 전적으로 새로운 제도적 체계로 재편(再編)되고 형성되었다고 할 수 있다.

## 우선순위
부족한 가용자원에 대한 각종 계획부문의 수요에 비추어, 사회보장에 대한 우선순위는 교육·보건·주택 등과 같은 여타 사회부문에 대한 우선순위와 관련지어 결정되어야 한다. 이것은 또한 사회보장에 대한 정부 기여율의 한계를 나타내는 것으로 계획시에 중요한 고려 요소가 된다.

## 경제개발과 사회보장
사회보장은 무엇보다도 경제적 측면에서 사회보장 실시가 가능할 만큼 개발되어야 하고, 여기에 따라서 사회적·행정적 제반 측면에 대한 계획적 정비작업을 수행하여 실제면에서 상당한 기능을 다할 수 있도록 기도되어야 하는 것이다. 이는 각국의 경험에 비추어 보아 경제·사회개발에 통합된 일부문으로서 사회보장의 제반 사업을 추진하는 것이 가장 성공적이었기 때문이다. 그러나 이와 같은 사회보장계획은 어려운 점을 내포하고 있는데, 공적(公的) 지출이 별로 상관되지 않고 따라서 예산할당계획의 여러 기법이 그렇게 타당하지 않은 이전지급을 포함하게 되는 면을 지적할 수 있다. 기여금에 의한 재정조달체제에 기초한 현금급여와 의료보장 방안으로서의 사회보장계획은 보건·교육·주택 등과 같은 기타의 사회개발부문계획과 비교할 수 없다는 것이 사실이다. 한편, 대한민국의 공적 부조와 보건 서비스와 같은 사회보장부문은 세금징수에 의한 공공자금의 할당과 지출을 포함하게 되어 공공예산이나 개발계획에 의한 할당을 통해 수행되는 다른 사회부문과 비교할 수 있다.

## 같이 보기
- 사회보험
- 건강보험
- 국민건강보험공단